# Диармайт Мак Мурхада
Диармайт Мак Мурхада (Дермот Мак Мурроу; ирл. Diarmait mac Murchadha; 26 июня 1110 — 1 мая 1171) — король Лейнстера (1126—1171) и Дублина (1126—1136, 1162—1166).
В 1166 году Дермот мак Мурроу был свергнут с престола и изгнан из Лейнстера верховным королём Ирландии Руайдри Уа Конхобайром. Ещё в 1152 году Дермот похитил Дербфоргайлл, жену Тигернана О’Руайрка, короля Брейфне. Несмотря на то, что позднее Дербфоргайлл была возвращена своему мужу, Тигернан О’Руайрк убедил верховного короля Ирландии изгнать из Лейнстера Диармайта мак Мурхаду. Мак-Мурроу, чтобы вернуть себе престол, отправился в Англию, где обратился за военной помощью к королю Генриху II Плантагенету. Дочь Мак-Мурроу, Ева, стала женой Ричарда де Клера «Стронгбоу», 2-го графа Пембрука. Английские аристократы во главе с Ричардом де Клером помогли Мак-Мурроу вернуть королевский престол в Лейнстере. В 1171 году король Англии Генрих II Плантагенет во главе армии высадился в Ирландии и подчинил своей власти часть острова.

## Молодость и семья
Мак-Мурроу родился в 1110 году в семье Доннхада мак Мурхады, короля Лейнстера и Дублина (1098—1115). Его матерью была Орли из рода Уа Бриайн. Внук короля Мунстера и верховного короля Ирландии Доннхада мак Бриайна. Отец Мак-Мурроу Доннхад мак Мурхада был в 1115 году убит в битве с королём Дублина.

## Король Лейнстера
В 1126 году после смерти своего старшего брата Энны мак Доннхады (1117—1126) Дермот Мак-Мурроу унаследовал королевский престол в Лейнстере. Против его воцарения выступил верховный король Ирландии Тойрделбах Уа Конхобайр (1119—1156), который считал его своим вероятным конкурентом. Тойрделбах Уа Конхобайр организовал карательный поход на Лейнстер, который возглавил Тигернан О’Рурк (1124—1172), король Брейфне и давний враг Мак-Мурроу. Враги опустошили и разорили Лейнстер, свергнув с престола Диармайта мак Мурхаду. В 1132 году при помощи лейнстерских кланов Мак-Мурроу вернул себе королевский престол. Затем в течение двух десятилетий между Тойрделбахом Уа Конхобайром и Диармайтом мак Мурхадом было хрупкое перемирие. В 1152 году он даже помогал верховному королю в походе против владений клана О’Рурк.
Король Лейнстера Мак-Мурроу также похитил Дербфоргайлл (Дерворгиллу) (1108—1193), жену Тигернана О’Рурка, короля Брейфне. Ард-риаг (верховный король) Ирландии настаивал на том,чтобы Дербфоргайлл была возвращена мужу, однако Дермот возражал, а к нему присоединился риаг Ольстера. В Ирландии началась крупная междуособная рознь. В конце следующего года Дербфоргайл была освобождена и вернулась обратно к мужу, однако конфликт на этом не завершился. Это похищение стало одной из причин вражды между Тигернаном О’Рурком и Диармайтом Мак Мурхадом.

## Строительство церквей
В качестве короля Лейнстера Дермот в 1140—1170 годах построил ряд ирландских романских церквей и монастырей:
- Балтингласс — цистерцианского аббатство
- Глендалох — монастырь
- Фернс — аббатство Святой Марии ордена августинцев
- Киллешин

Он также спонсировал успешную карьеру священнослужителя Лоркана Уа Туатейла (Лоркана О’Тула) (1128—1180). Мак-Мурроу был с 1153 года женат на Мор О’Тул, сводной сестре Лоркана, и председательствовал на церковном синоде в Клейне в 1161 году, когда Лоркан О’Тул был установлен как архиепископ из Дублина.

## Изгнание и возвращение
В 1166 году после смерти верховного короля Ирландии Муйрхертаха Уа Лохлайнна, единственного союзника Мак-Мурроу, большая коалиция под командованием Тигернана О’Руайрка, короля Брейфне, двинулся в поход на королевство Лейнстер. Новый верховный король Ирландии Руайдри Уа Конхобайр свергнут Мак-Мурроу от престола Лейнстера. Он бежал в Уэльс, а оттуда в Англию и Францию, где заручился поддержкой Генриха II, который обещал оказать ему помощь в борьбе за трон Лейнстера. Английский король выдал беглому Диармайту специальную грамоту, позволяющую ему вербовать сторонников среди английской аристократии.  Диармайт Мак Мурхада обратился за помощью к англо-нормандским аристократам. Ему решили оказать помощь Ричард де Клер «Стронгбоу», граф Пембрук, а также братья Роберт Фиц-Стефан и Морис Фиц-Джеральд. Взамен за помощь Диармайт Мак Мурхада предложил свою дочь Еву в жены Ричарду де Клеру и обещал ему королевский трон Лейнстера после своей смерти. Роберту и Морису были обещаны владения в Уэксфорде и других местах.
Весной 1169 года Роберт Фиц-Стефан и Мак-Мурроу, собрав в Уэльсе отряд нормандских наёмников и валлийских солдат, высадились в заливе Банноу и осадили город Уэксфорд, который капитулировал в мае того же года. Оттуда они совершили разорительный поход на королевство Осрайге (Оссори), где было убито так много ирландцев, что перед Дермотом была выложена целая стена из их голов. После этого английские отряды стали совершать рейды на север, на земли клана О’Тул. Затем Диармайт Мак Мурхада повел свои силы на Лейнстер и начал подчинять королевство своей власти. Его младший сын Конхобар мак Мурхада, находившийся в заложниках у верховного короля Руайдри Уа Конхобайра, был убит по приказу последнего в 1170 году.
В мае 1170 года в Ирландию на помощь Мак-Мурроу прибыл второй англо-нормандский отряд под командованием Мориса Фиц-Джеральда. Союзники осадили город Дублин, который сдался им. В течение короткого времени всё королевство Лейнстер снова оказалось под контролем Мак-Мурроу. Ободренный своим успехом, король Лейнстера отправил Роберта Фиц-Стефана в поход на Домналла Мора Уа Бриайна, короля Томонда (1168—1194).
Согласно сообщениям историка-современника Гиральда Камбрийского, король Лейнстера Диармайт Мак Мурхада посоветовал Роберту Фиц-Стефану и Морису Фиц-Джеральду, чтобы они отправили послание к Ричарду де Клеру, графу Пембруку, прося у него помощи. Ричард де Клер вначале отправил в апреле 1170 года в Ирландию передовой отряд под руководством Раймонда Толстого, который осадил замок Уотерфорд. В августе того же года сам Ричард де Клер с главными силами высадился под Уотерфордом, осадил и взял город штурмом. Во взятом Уотерфорде состоялось бракосочетание Ричарда де Клера с Евой Мак-Мурроу.

## Поздняя репутация
В ирландской исторической литературе Диармайт Мак Мурхада часто изображается как предатель, который при помощи короля Англии Генриха II стремился вернуть себе королевский трон Лейнстера и занять престол верховных королей Ирландии.

## Смерть и потомки
1 мая 1171 года Диармайт Мак Мурхада скончался и был похоронен в Фернском соборе. Вопреки ирландским обычаям, наследовал его титул лейнстерского короля Стронгбоу, муж его дочери. 
После успешных походов Ричарда де Клера, король Англии Генрих II Плантагенет в 1171 году предпринял большое вторжение в Ирландию, где подчинил своей власти Лейнстер, Миде и Дублин. Часть ирландских вождей прибыла ко двору английского короля и принесла ему присягу на верность, но верховный король Руайдри Уа Конхобайр и вожди Ольстера не признали власти Генриха II над Ирландией. В ноябре 1171 года Генрих II Плантагенет, принявший титул лорда Ирландии, принял присягу от ирландских королей и вождей в Дублине. В 1172 году папа римский Александр III выдал буллу королю Англии, подтвердив его сюзеренные права на Ирландию. На церковном соборе в Кашеле ирландские епископы признали верховную власть Генриха II.
В 1183 году верховный король Ирландии Руайдри Уа Конхобайр был свергнут с престола Коннахта и изгнан своим сыном, который вторгся в Коннахт вместе с англо-норманнами. Пытаясь вернуть себе престол Коннахта, Руайдри Уа Конхобайр обратился за помощью к английским баронам в Миде, как это раньше сделал его противник Диармайт Мак Мурхада. Англичане контролировали Лейнстер и Миде, а небольшую прибрежную территорию с городами Дублин, Уэксфорд и Уотерфорд. В 1175 году король Англии Генрих II подписал Виндзорский договор о разделе Ирландии. Верховный король Ирландии Руайдри Уа Конхобайр признал английские захваты в Ирландии, а английский король Генрих II признал независимость Коннахта и большей части Ольстера.
Потомки Диармайта Мак Мурхады продолжали управлять частью Лейнстера до завоевания Ирландии Тюдорами в 16 веке. В 1171 году после смерти Диармайта лейнстерские кланы избрали своим королём его старшего сына Домналла Киванаха мак Мурхаду (1171—1175). В 1175 году после гибели Домналла Киванаха ему наследовал внук Муйрхертах мак Домналл Киванах.

## Семья и дети
Диармайт Мак Мурхада был дважды женат. В 1132 году первым браком женился на Садб Ни Фаэлайн, от брака с которой он имел дочь Орлайх (род. ок. 1138), которая была женой Домналла Уа Бриайна, последнего короля Мунстера (1168—1194).
В 1153 году вторично женился на Мор О’Тул (ок. 1114—1191), дочери Муйрхертаха О’Тулла и сводной сестре архиепископа Дублина Лоркана О’Тулла. Их дети:
- Конхобар Мак Мурхада (убит в 1170)
- Ива (Ифа, Ева) (ок. 1145—1188), жена Ричарда де Клера (1130—1176), 2-го графа Пембрука (1148—1154)

Он также имел внебрачных детей:
- Домналл Киванах (ок. 1140—1175), король Южного Лейнстера (1171—1775)
- Энна Ceannsealach (род. 1142 и ослеплен в 1168 году)
- Дербфоргайлл, жена Домналла Мак Гилламохолмока, короля Уи Дунхада